# Aéroport international de Nội Bài
Pour les articles homonymes, voir HAN.
L'aéroport international de Nội Bài (code IATA : HAN • code OACI : VVNB) est le plus grand aéroport du nord du Viêt Nam. Il dessert la ville d'Hanoï. 
L'aéroport est situé dans le district de Soc Son à 45 km au nord du centre de Hanoï .

## Description
L'aéroport est petit comparé aux deux autres aéroports internationaux du Viêt Nam, mais celui-ci est plus récent et plus moderne. 
En 2005, il se situait au deuxième rang vietnamien en nombre de passagers (3 500 000 voyageurs) derrière l'aéroport de Tân Sơn Nhất (7 millions de voyageurs) et devant l'aéroport de Đà Nẵng (1 million de voyageurs).
L'aéroport possède une piste en béton de 3 800 mètres et une seconde en construction (2002).
Selon le plan général approuvé par le premier ministre vietnamien, cet aéroport sera élargi et l'aérogare sera reconstruite pour être capable d'accueillir 50 millions de passagers par année avant 2020.
L'aéroport international de Noi Bai a deux terminaux de passagers:
- Le terminal passagers T1: pour les vols intérieurs, y compris les compagnies aériennes Vietnam Airlines, Jetstar Airlines et VietJet.

- Le terminal T2 de passagers: pour les vols internationaux comprennent les compagnies aériennes telles que Vietnam Airlines, Korean Air, China Airlines, Japan Airlines, etc.

 La distance entre les deux terminaux de passagers est courte bien que les passagers puissent voyager en bus. 

## Situation

### Carte des aéroports du Viêtnam
| Vân Đồn (2018) Thọ Xuân Chu Lai Liên Khuong Đà Nẵng Hải Phòng Cat Bi Hanoï Saïgon Nha Trang Phú Quốc Vinh Buôn Ma Thuôt Cà Mau Côn Đảo Đồng Hới Pleiku Phù Cát Phú Bài Rach Gia Nà Sản Đông Tác Vũng Tàu Cần Thơ Diên Biên Phu Quảng Trị |

## Statistiques
Le graphique qui aurait dû être présenté ici ne peut pas être affiché car il utilise l'ancienne extension Graph, désactivée pour des questions de sécurité. Des indications pour créer un nouveau graphique avec la nouvelle extension Chart sont disponibles ici.

Voir la requête brute et les sources sur Wikidata.

## Compagnies aériennes et destinations
| Compagnies                       | Destinations |
| -------------------------------- | --- |
| Aeroflot                         | Moscou Chérémétiévo |
| AirAsia                          | Kuala Lumpur |
| Air Macau                        | Macao |
| All Nippon Airways               | Tokyo-Haneda |
| Asiana Airlines                  | Séoul-Incheon |
| Bamboo Airways                   | Hô Chi Minh Ville (Tân Sơn Nhất), Đồng Hới, Đà Nẵng, Phú Quốc, Buôn Ma Thuôt, Cam Ranh, Phù Cát |
| Bangkok Airways                  | Chiang Mai |
| Cambodia Angkor Air              | Phnom Penh, Siem Reap-Angkor |
| Cathay Dragon                    | Hong Kong |
| Cebu Pacific                     | Manille-N. Aquino |
| China Airlines                   | Taïwan-Taoyuan |
| China Eastern Airlines           | Kunming-Changshui, Nanning |
| China Southern Airlines          | Changsha, Canton-Baiyun, Shenzhen-Bao'an |
| Chongqing Airlines               | Chongqing-Jiangbei |
| Eastar Jet                       | Séoul-Incheon |
| EVA Air                          | Taïwan-Taoyuan |
| Emirates                         | Dubaï |
| Hainan Airlines                  | Canton-Baiyun, Haikou, Sanya-Phénix |
| Hai Au Aviation                  | Ha Long Bay |
| Hong Kong Airlines               | Hong Kong |
| Japan Airlines                   | Tokyo-Narita |
| Jeju Air                         | Séoul-Incheon |
| Jetstar Pacific                  | Chu Lai, Đà Lạt-Liên Khuong, Đà Nẵng, Canton-Baiyun, Hô Chi Minh Ville (Tân Sơn Nhất), Hong Kong, Cam Ranh, Osaka-Kansai, Phú Quốc, Phù Cát, Đông Tác, Wuxi/Suzhou |
| Jin Air                          | Séoul-Incheon |
| Korean Air                       | Séoul-Incheon |
| Lao Airlines                     | Luang Prabang, Vientiane-Wattay |
| Lucky Air                        | Nanchang-Changbei |
| Mahan Air                        | En saison charter : Téhéran-Imam-Khomeini |
| Malaysia Airlines                | Kuala Lumpur |
| Malindo Air                      | Kuala Lumpur |
| Mandarin Airlines                | Taichung |
| Qatar Airways                    | Bangkok-Suvarnabhumi, Doha-Hamad |
| Scoot                            | Singapour-Changi |
| Silk Air                         | Singapour-Changi |
| Singapore Airlines               | Singapour-Changi |
| Thai AirAsia                     | Bangkok-Don Muang |
| Thai Airways                     | Bangkok-Suvarnabhumi |
| Thai Lion Air                    | Bangkok-Don Muang |
| Turkish Airlines                 | Istanbul |
| Vietjet Air                      | - Bangkok-Suvarnabhumi, - Buôn Ma Thuôt, - Pusan-Gimhae, - Cần Thơ, - Chu Lai, - Đà Lạt-Liên Khuong, - Đà Nẵng, - Đồng Hới, - Hô Chi Minh Ville (Tân Sơn Nhất), - Huai'an, - Phú Bài, - Kaohsiung, - Cam Ranh, - Phú Quốc, - Pleiku, - Phù Cát, - Séoul-Incheon, - Siem Reap-Angkor, - Singapour-Changi, - Taïwan-Taoyuan, - Đông Tác, - Rangoun (Yangon) |
| Vietnam Airlines                 | - Bangkok-Suvarnabhumi, - Pékin-Capitale, - Pékin-Daxing, - Buôn Ma Thuôt, - Pusan-Gimhae, - Cần Thơ, - Chengdu-Shuangliu, - Chu Lai, - Đà Lạt-Liên Khuong, - Đà Nẵng, - Đồng Hới, - Francfort, - Fukuoka, - Canton-Baiyun, - Hô Chi Minh Ville (Tân Sơn Nhất), - Hong Kong, - Phú Bài, - Kaohsiung, - Kuala Lumpur, - Londres-Heathrow, - Luang Prabang, - Macao, - Moscou-Domodédovo, - Nagoya-Chūbu, - Nankin, - Cam Ranh, - Osaka-Kansai, - Paris-Charles de Gaulle, - Phú Quốc, - Pleiku, - Phù Cát, - Séoul-Incheon, - Shanghai-Pudong, - Siem Reap-Angkor, - Singapour-Changi, - Sydney-K. Smith, - Taïwan-Taoyuan, - Tokyo-Haneda, - Tokyo-Narita, - Đông Tác, - Vientiane-Wattay, - Vinh, - Rangoun (Yangon) |
| Vietnam Airlines opéré par VASCO | Diên Biên Phu, Đồng Hới, Vinh |

Édité le 25/03/2018